# Villeneuve-de-Duras
Villeneuve-de-Duras ist eine französische Gemeinde mit 321 Einwohnern (Stand 1. Januar 2022) im Département Lot-et-Garonne in der Region Nouvelle-Aquitaine.

## Bevölkerungsentwicklung
| Jahr      | 1962 | 1968 | 1975 | 1982 | 1990 | 1999 | 2006 | 2011 | 2018 |
| Einwohner | 346  | 303  | 287  | 262  | 244  | 254  | 254  | 317  | 317  |

## Sehenswürdigkeiten

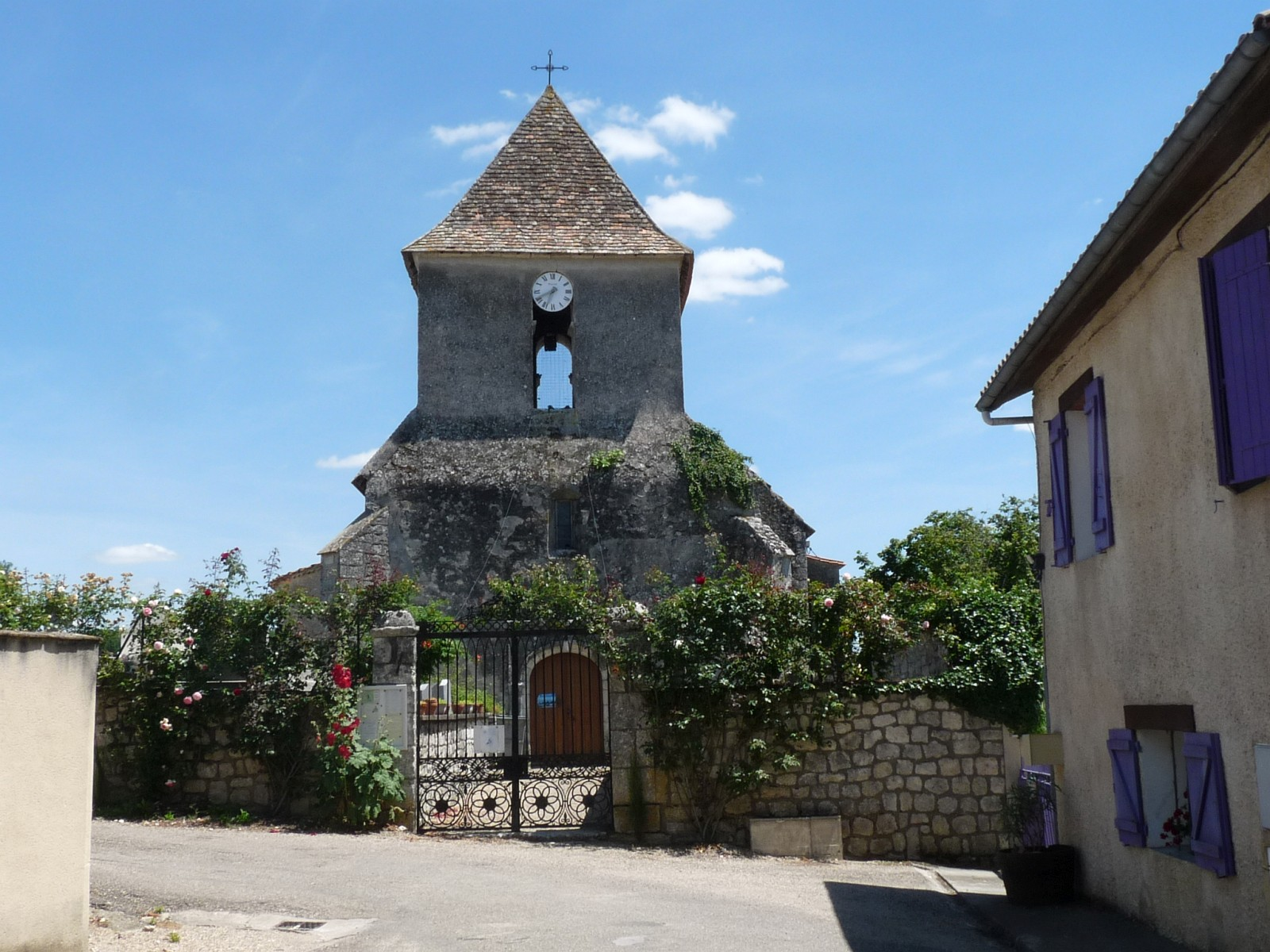
Kirche Saint-Jean-l’Evangeliste
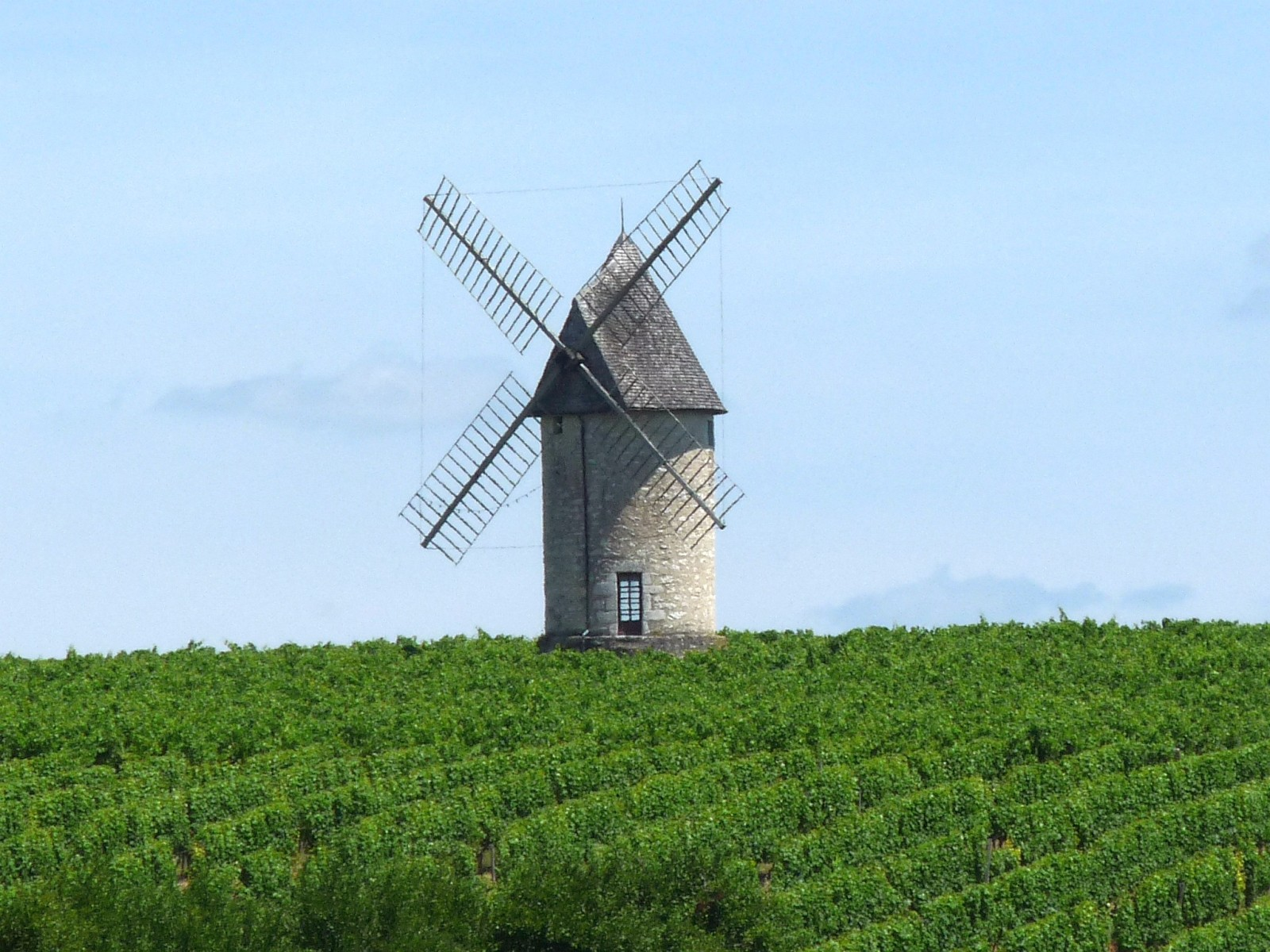
Kirche Saint-Léger
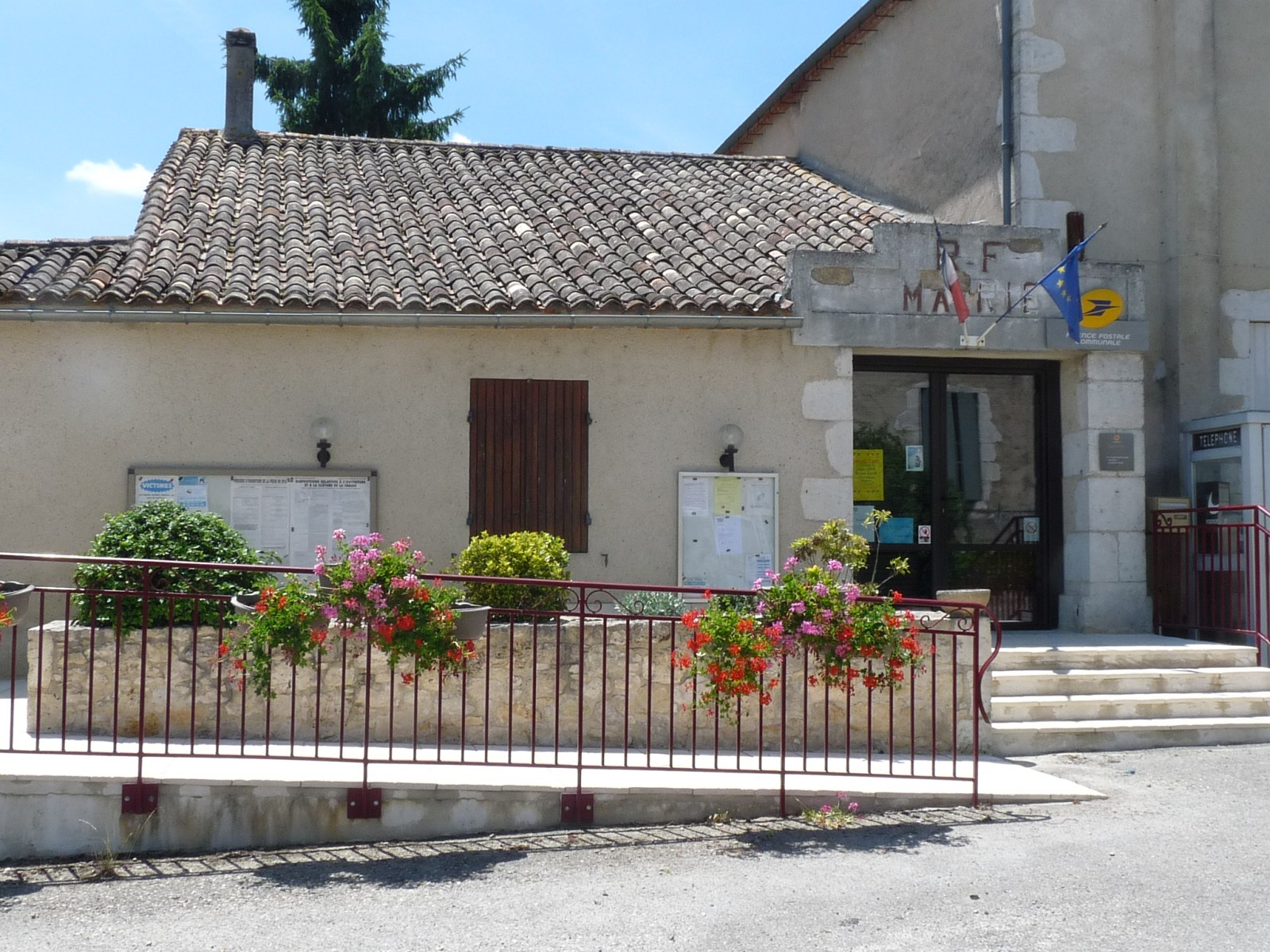
Windmühle

- Kirche Saint-Léger
- Windmühle
- Mairie

## Wirtschaft
Villeneuve-de-Duras liegt im Weinbaugebiet Côtes de Duras.